# سفارة الولايات المتحدة في البرازيل
سفارة الولايات المتحدة في البرازيل هي أرفع تمثيل دبلوماسي لدولة الولايات المتحدة لدى البرازيل. تقع السفارة في برازيليا وهي تهدف لتعزيز المصالح الأمريكية في البرازيل.

## وصلات خارجية
- قائمة سفارات الولايات المتحدة
- قائمة السفارات في البرازيل